# Divji Zahəd
Divji Zahəd je drugi studijski album glasbenega dua Drajnarjuva vampa, ki ga sestavljata Jernej in Tomaž Hostnik. Izdan je bil v samozaložbi leta 2018.

## Seznam pesmi
Vse pesmi je napisal in uglasbil Tomaž Hostnik.
| Št. | Naslov                  | Dolžina |
| --- | ----------------------- | ------- |
| 1.  | „Čreda z juga‟          | 4:31    |
| 2.  | „Pesm jzselinska‟       | 4:09    |
| 3.  | „Kral‟                  | 3:43    |
| 4.  | „Na sončn uprau‟        | 0:00    |
| 5.  | „Nočna pesm‟            | 0:00    |
| 6.  | „Divji zahəd‟           | 0:00    |
| 7.  | „Uganka‟                | 0:00    |
| 8.  | „Noge‟                  | 0:00    |
| 9.  | „Kmitauzuva zadna viža‟ | 0:00    |
| 10. | „Golaž‟                 | 0:00    |
| 11. | „Pamet‟                 | 0:00    |
| 12. | „Slovenec sem‟          | 0:00    |